# أرني مورغان
أرني مورغان (بالإنجليزية: Arnold Morgan)‏ هو لاعب دوري الرغبي بريطاني، ولد في 22 سبتمبر 1942 في إنجلترا في المملكة المتحدة.